# Flisak żółtoszyi
Flisak żółtoszyi (Haliplus (Liaphlus) flavicollis) – gatunek wodnych chrząszczy z rodziny flisakowatych.

## Taksonomia
Gatunek został opisany w 1834 roku przez Jacoba Sturma.

## Opis
Ciało długości od 3,5 do 4 mm, ubarwione pomarańczowo-czerwonawo z czarnymi liniami na pokrywach miejscami pogrubionymi i tworzącymi skupienia. Segmentacja czułków słabo widoczna. Punkty przy podstawie przedplecza nie większe niż pozostałe. Kąt między jego bokami a bokami pokryw szeroko rozwarty. Podstawa pokryw nie szersza od przedplecza i o punktach w rzędach od 3 do 5 niepowiększonych.

## Biologia i ekologia
Gatunek zamieszkuje różne typy wód stojących i bieżących. Liczny w jeziorach oligotroficznych. Wykazuje dużą tolerancję na zasolenie.

## Rozprzestrzenienie
Gatunek palearktyczny. Oprócz Europy znany z zachodniej Syberii, Turkmenistanu, Kazachstanu, Zakaukazia, Egiptu i Maroka. Występuje w całej Polsce, a miejscami bywa liczny.